# Райан, Алексис
Алексис Райан (англ. Alexis Ryan, род. 18 сентября 1994, Вентура, Калифорния) — американская велогонщица, выступающая за американскую любительскую команду L39ION of Los Angeles. Она — сестра коллеги по команде, Кендалл Райан.
В ноябре 2015 года она присоединилась к инаугурационному составу команды Canyon-SRAM на сезон 2016 года.

## Достижения
2007
1-е место в  кросс-кантри, Чемпионат США по маунтинбайку среди юниоров
2008
1-е место в  юниорской гонке, Чемпионат США по велокроссу
2010
1-е место в  юниорской гонке, Чемпионат США по велокроссу
2-е место в групповой гонке, Чемпионат США по шоссейному велоспорту среди юниоров
2011
Чемпионат США по шоссейному велоспорту среди юниоров
1-е место в  групповой гонке
1-е место в  критериуме
2012
Чемпионат США по шоссейному велоспорту среди юниоров
1-е место в  групповой гонке
1-е место в  критериуме
1-е место в  командной гонке преследования, Чемпионат США по трековому велоспорту среди юниоров
5-е место в Glencoe Grand Prix
8-е место в Lake Bluff Twilight Criterium
2013
Чемпионат США по шоссейным гонкам среди спортсменов до 23 лет
1-е место в  критериуме
2-е место в групповой гонке
Winston-Salem Cycling Classic
3-е место в групповой гонке
3-е место в критериуме
2015
1-е место в групповой гонке Fort McClellan
3-е место в Littleton Criterium
6-е место в критериуме, Чемпионат США по шоссейному велоспорту
8-е место в общем зачёте The Women's Tour
2016
4-е место в Опен Воргорда TTT
9-е место в групповой гонке, Чемпионат США по шоссейному велоспорту
2017
Holland Ladies Tour
1-е место в  горной классификации
 самый агрессивный гонщик, этап 5
3-е место в Опен Воргорда TTT
5-е место в общем зачёте Women's Tour Down Under
1-е место в  молодёжной классификации
10-е место в общем зачёте Тура Норвегии
2018
1-е место в Acht van Westerveld
1-е место в этапе 1 Tour Cycliste Féminin International de l'Ardèche
2-е место в Омлоп Хет Ниувсблад
2-е место в Тур Дренте
3-е место в общем зачёте Гран-при Эльзи Якобс
5-е место в Амстел Голд Рейс
2019
1-е место в Stage 1 (TTT) Джиро Роза
4-е место в Acht van Westerveld
5-е место в групповой гонке, Чемпионат США по шоссейному велоспорту
5-е место в Омлоп Хет Ниувсблад
2021
3-е место в Дварс дор Фландерен